# Celaenomys silaceus
Genre
Espèce
Statut de conservation UICN

 LC  : Préoccupation mineure
Celaenomys silaceus est un petit rongeur de la famille des muridés.